# Хильдеберт Приёмный
Хильдеберт Приёмный (лат. Hildebert Adoptivus; ок. 650 — ранее 18 октября 662) — правивший в 656—661 годах Австразией король франков.

## Биография
Хильдеберт был сыном майордома Гримоальда Старшего из династии Пипинидов (позднейшие Каролинги). После смерти Сигиберта III в 656 году его майордом Гримоальд заставил сына Сигиберта — Дагоберта II — принять постриг и отправил в один из монастырей Ирландии.
Есть несколько версий смерти Хильдеберта. В «Книге истории франков» сообщается, что в 657 году Гримоальд и его сын были схвачены майордомом Хлодвига II, а затем умерли. Эта версия не очень правдоподобна, тем более, что в 657 году Хлодвиг умер.
Скорее всего, Хильдеберт был казнён Хлотарем III примерно 662 году (после того, как тот присоединил Австразию к своим владениям). Гримоальд, вероятно, был убит несколько позже.